# Тимбарк
Тимбарк (пол. Tymbark) — село (з 1357 — по 1934 рік місто) в Польщі, у гміні Тимбарк Лімановського повіту Малопольського воєводства.
Населення — 2896 осіб (2011).

## Географія
У селі річка Слопнічанка впадає у річку Лососіну.

## Історія
Королівське місто було засновано Казимиром Великим з магдебурзьким правом з 1353 року.
У 1975—1998 роках село належало до Новосондецького воєводства.

## Демографія
Демографічна структура станом на 31 березня 2011 року:
|          | Загалом | Допрацездатний вік | Працездатний вік | Постпрацездатний вік |
| -------- | ------- | ------------------ | ---------------- | -------------------- |
| Чоловіки | 1419    | 361                | 934              | 124                  |
| Жінки    | 1477    | 338                | 889              | 250                  |
| Разом    | 2896    | 699                | 1823             | 374                  |

## Економіка
У селі розташовується однойменний національний виробник соків Тимбарк.